# Sautso

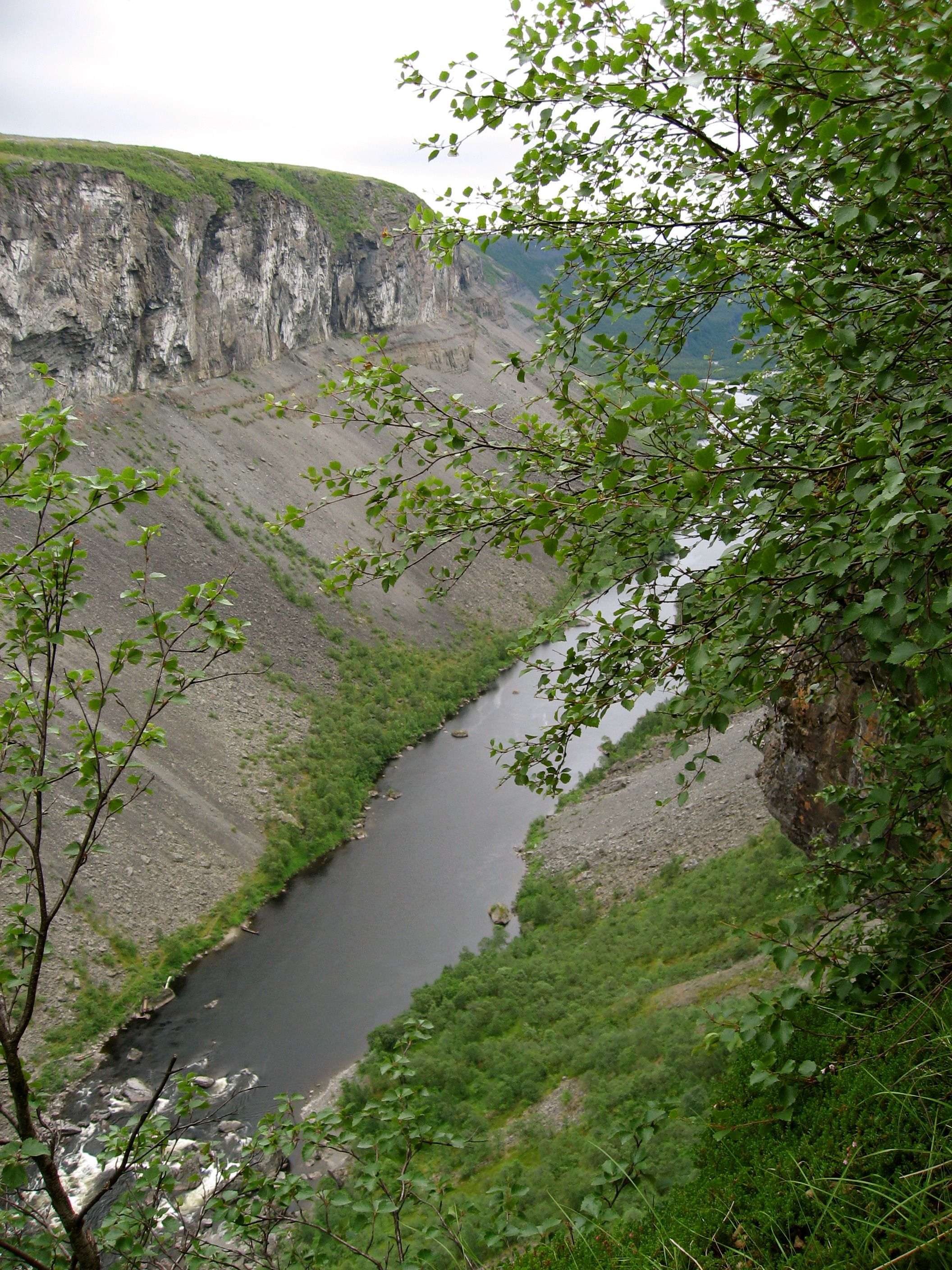
Sautso

Sautso (nordsamiska Čávžu) är en kanjon i Altaälven i Finnmark fylke i Norge.
Sautso är 10 kilometer lång och 300-420 meter djup, och är norra Europas största kanjon. I den övre delen av Sautso ligger Alta kraftverk.

## Se även

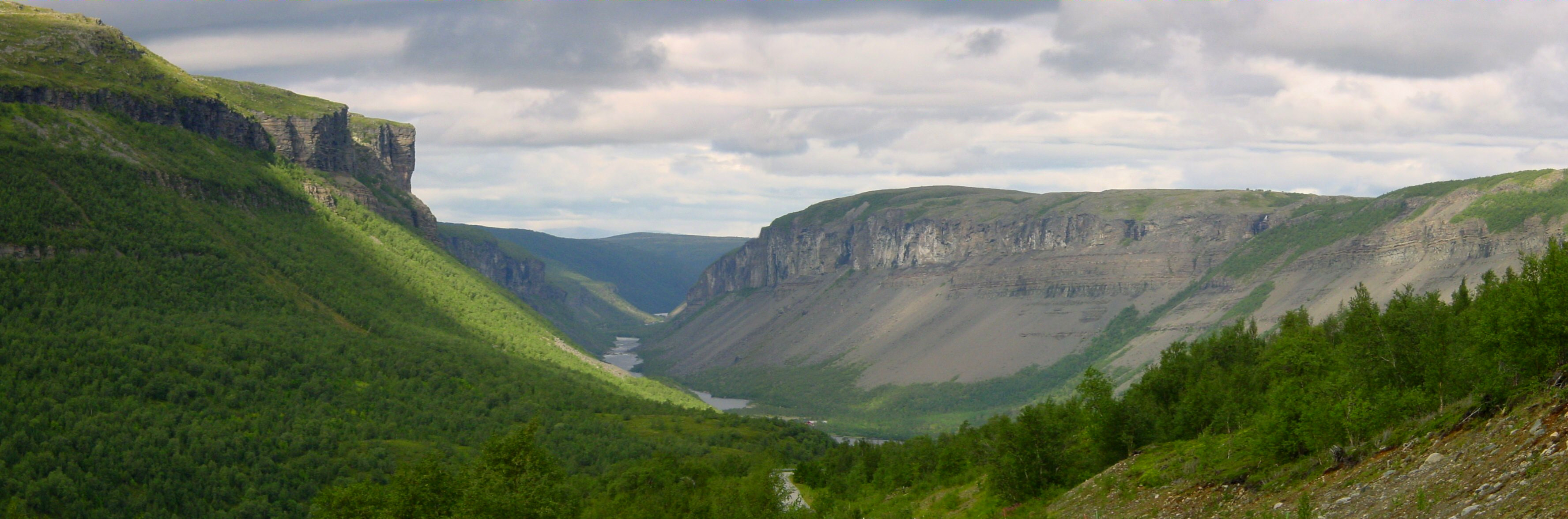
Sautso